# دميلو (غتشين)
دمیلو (بالفارسية: دمیلو) هي قرية تقع في إيران في هرمزغان. يقدر عدد سكانها بـ 1,229 نسمة .